# A Storm of Light
A Storm of Light is een Amerikaanse post-metalband, opgericht in 2008.

## Bezetting
Huidige bezetting
- Billy Graves (drums)
- Domenic Seita (e-basgitaar)
- Josh Graham (zang, gitaar, keyboards)
- Andrea Black (gitaar)

Voormalige leden
- Pete Angevice (drums)
- Andy Rice (drums)
- Vinnie Signorelli (drums)

## Geschiedenis
Tombs-bassist Domenic Seita en de Red Sparowes en Battle of Mice-gitarist Josh Graham formeerden in 2008 samen met Swans-drummer Vinnie Signorelli A Storm of Light. Naast gitaar speelde Graham de rol van toetsenist en zanger. Omdat hij nauw contact hield met Neurot Recordings door zijn werk als lichttechnicus voor Neurosis en de bandprojecten die voorafgingen aan A Storm of Light, bezorgde Graham de band het eerste platencontract. In het jaar van oprichting werd het debuutalbum And We Wept the Black Ocean Within uitgebracht. Het album kreeg positieve internationale feedback. In hetzelfde jaar trad de band op in de Brutal Assault in Tsjechië en bij Pukkelpop in België als onderdeel van een Europese tournee, die werd betwist als openingsact voor Neurosis.
Het jaar daarop werd de split-ep Primitive North uitgebracht met het drone-doomproject Nadja via Robotic Empire, evenals het tweede album Forgive Us Our Trespasses, dat opnieuw werd uitgebracht via Neurot Recordings en internationale aandacht kreeg. Forgive Us Our Trespasses werd opgenomen met twee drummers en gastmuzikanten zoals Jarboe en Lydia Lunch. Pete Angevice van Satanized speelde drums parallel aan Andy Rice. Signorelli was niet langer vertegenwoordigd op het album. Joel Hamilton van Battle of Mice trad toe als toetsenist op keyboards. Het album werd positief tot uitbundig ontvangen. Webzine Metal Ireland noemde Forgive Us Our Trespasses het «Album of the Month» in september 2009. De publicatie werd gevolgd door nog een Europese tournee, waaronder een optreden op het Roadburn Festival. A Storm of Light toerde met Minsk als co-headliner.
Na verdere tourneeactiviteiten bracht de band in 2011 een beperkte en experimentele ep uit via het sublabel Latitudes van Southern Lord, de ep wordt meestal een Latitudes-sessie genoemd, maar wordt als naamloos beschouwd. In hetzelfde jaar werd het derde studioalbum As the Valley of Death Becomes Us, Our Silver Memories Fade uitgebracht via Profound Lore Records. Graham legde de labelwijziging uit als een commerciële beslissing. De samenwerking met andere labels stelt de band en beide labels in staat om nieuwe doelgroepen te openen. In deze context was Profound Lore, als bedrijf met grote artiesten, Grahams eerste keuze. Verschillende gastmuzikanten waren opnieuw betrokken bij de opnamen van As the Valley of Death Becomes Us, Our Silver Memories Fade, waaronder Jarboe en Kris Force van Amber Asylum, Kim Thayil van Soundgarden en Matthias Bossi van The Book of Knots. Ondertussen hadden Rice en Angevice de band verlaten. A Storm of Light werd in hun plaats gecompleteerd door drummer B.J. Graves van Generation of Vipers. Door stilistische veranderingen werd het album vooral, maar niet meer consequent, positief besproken. Na het uitbrengen ging A Storm of Light op internationale tournees. In de Verenigde Staten in 2012 met Corrosion of Conformity, Converge en Touché Amoré, in Europa in 2011 met Ghost Brigade en Intronaut. Met het livealbum 03 03 2012 Cleveland en de ep Violitionist Sessions volgden kleine publicaties die weinig aandacht kregen. Ondertussen was Andrea Black van Howl bij de band gekomen. In 2013 werd het vierde studioalbum Nations to Flames uitgebracht via Southern Lord. Met medewerking van verschillende gastmuzikanten werd Nations to Flames ontvangen als het hardste album van de band. Critici prezen het album als een bijzonder organische en creatieve ontwikkeling van de band.

## Stijl
De muziek van A Storm of Light wordt toegeschreven aan post-metal. In de meeste gevallen worden vergelijkingen met Neurosis en Red Sparowes gebruikt om de stijl van de band te schetsen. In latere publicaties noemden recensenten steeds meer andere invloeden, waaronder Black Sabbath, Queens of the Stone Age en Tool. Ondanks genuanceerde stijlveranderingen heeft de muziek een consistent basisconcept: vervormde bas, doomachtig gespeelde deathmetal-gitaren en death-esthetiek. Onder deze weerstanden ontwikkelde de stijl zich echter van het debuut in het doommetal-spectrum, dat vooral merkbaar was in tempo, tot As the Valley of Death Becomes Us, Our Silver Memories Fade, tot één van thrashmetal postmetal beïnvloed op Nations to Flames.

## Discografie
- 2008: And We Wept the Black Ocean Within (album, Neurot Recordings)
- 2009: Primitive North (split-ep met Nadja, Robotic Empire)
- 2009: Forgive Us Our Trespasses (album, Neurot Recordings)
- 2011: Latitudes Session (ep, Latitudes)
- 2011: As the Valley of Death Becomes Us, Our Silver Memories Fade (album, Profound Lore)
- 2012: 03 03 2012 Cleveland (live-album, zelf uitgebracht)
- 2012: Violitionist Sessions (download-ep, Violitionist)
- 2013: Nations to Flames (album, Southern Lord)
- 2018: Anthroscene (album, Consouling Sounds/Translation Loss Records)